# Kościół bł. Franciszki Siedliskiej w Kaczorach
Kościół błogosławionej Franciszki Siedliskiej – kościół filialny parafii św. Andrzeja Boboli w Kaczorach. Należy do dekanatu Wysoka diecezji bydgoskiej.
Kościół powstał w 2000 roku dzięki datkom mieszkańców, miejscowych zakładów i gminy. Jego budowa była prowadzona przez byłego proboszcza parafii księdza dziekana Hieronima Krawczyńskiego. Świątynia może pomieścić jednorazowo 1000 wiernych.